# 瑞梅寺川
瑞梅寺川（ずいばいじがわ）は、福岡県糸島市・福岡市西区を流れる二級河川である。西隣を流れる雷山川水系とともに糸島平野を形成する。下流部では「池田川」とも呼ばれる。

## 地理
脊振山地を構成する井原山北麓に源を発し北流する。より山頂側には室見川最上流部の野河内渓谷があり、水源を共にする。源流部には二つの小滝があり、上流側が落差13mのアンノ滝（庵の滝）である。源流部一帯は脊振雷山県立自然公園に属し、麓まで降りると井原山のメイン登山口として山の家等の市営施設も整備されている。奇徳橋より下流が二級河川指定区間であり、同時に波多江付近まで福岡県道563号瑞梅寺池田線が並行する。井原山橋を過ぎると瑞梅寺ダムのダム湖となり、西の谷川を合わせる。
堤高64mの瑞梅寺ダムを抜けると標高150m程度となり、瑞梅寺橋からは瑞梅寺集落の水田地帯となり流れも緩やかになる。西隣に並流する雷山川との間は途中まで高台となっており、曽根地区の住宅街が形成されている。東隣を流れる支流の川原川との間は高低差があまりなく、怡土・三雲地区の集落以外水田地帯となっている。中流域は弥生時代における伊都国の場所と比定されている地域であり、流域には三雲南小路遺跡・築山古墳・端山古墳・曽根遺跡群など数多くの史跡がある。最大支流の川原川は波多江にて合わせ、西九州自動車道を抜けると糸島市（旧前原市）の市街地、波多江と福岡市西区周船寺の間を抜ける。河口付近は水崎川との間に水田地帯が広がっており、感潮区間へ入ると同時に周船寺市街地を流れてきた周船寺川及び水崎川の本流である弁天川を合わせる。
感潮区間では、支流の水崎川のほか、独立した二級水系である江ノ口川が流入する。福岡県道54号福岡志摩前原線の今津橋を超えると今津湾となるが、感潮区間は今津付近から伸びる砂州にて閉塞されており、その内側は浜崎今津漁港となっている。
下流部のうち池田宮園橋から池田川橋までの区間は、両岸に合計約200本の桜並木が形成されている。これは1909年（明治42年）頃に植樹されたものが大正時代に大樹となり住民の憩いの場となったものであるが、現在の桜は大半が1990年（平成2年）の糸島市立波多江小学校開校100周年記念として、まばらになっていた桜並木を復活させるべく植樹されたものである。「清廉桜の並木道」とも呼ばれ、池田清廉会による草刈り等のボランティア活動のもとで保護されている。

## 治水

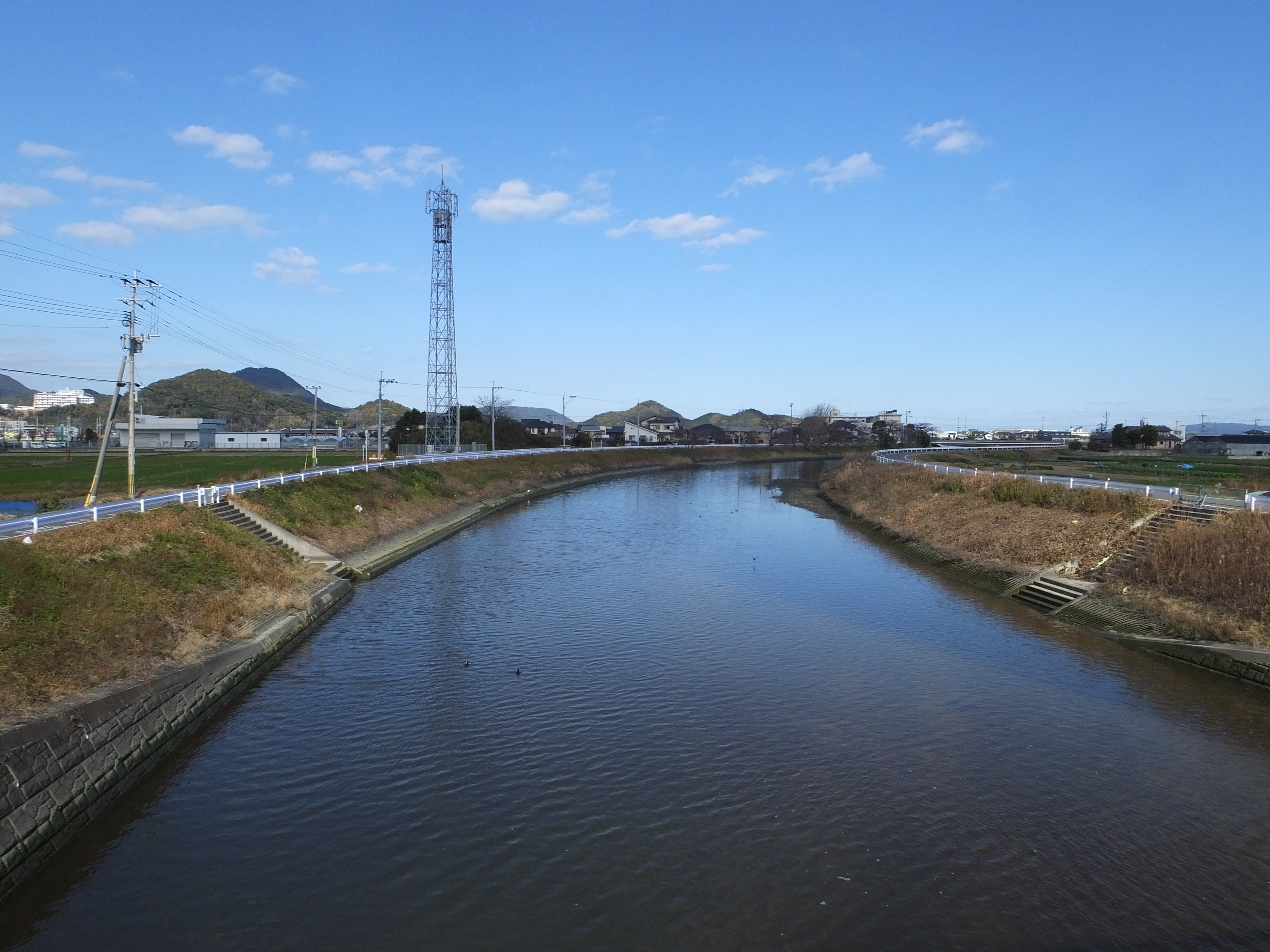
御潮井橋より下流方

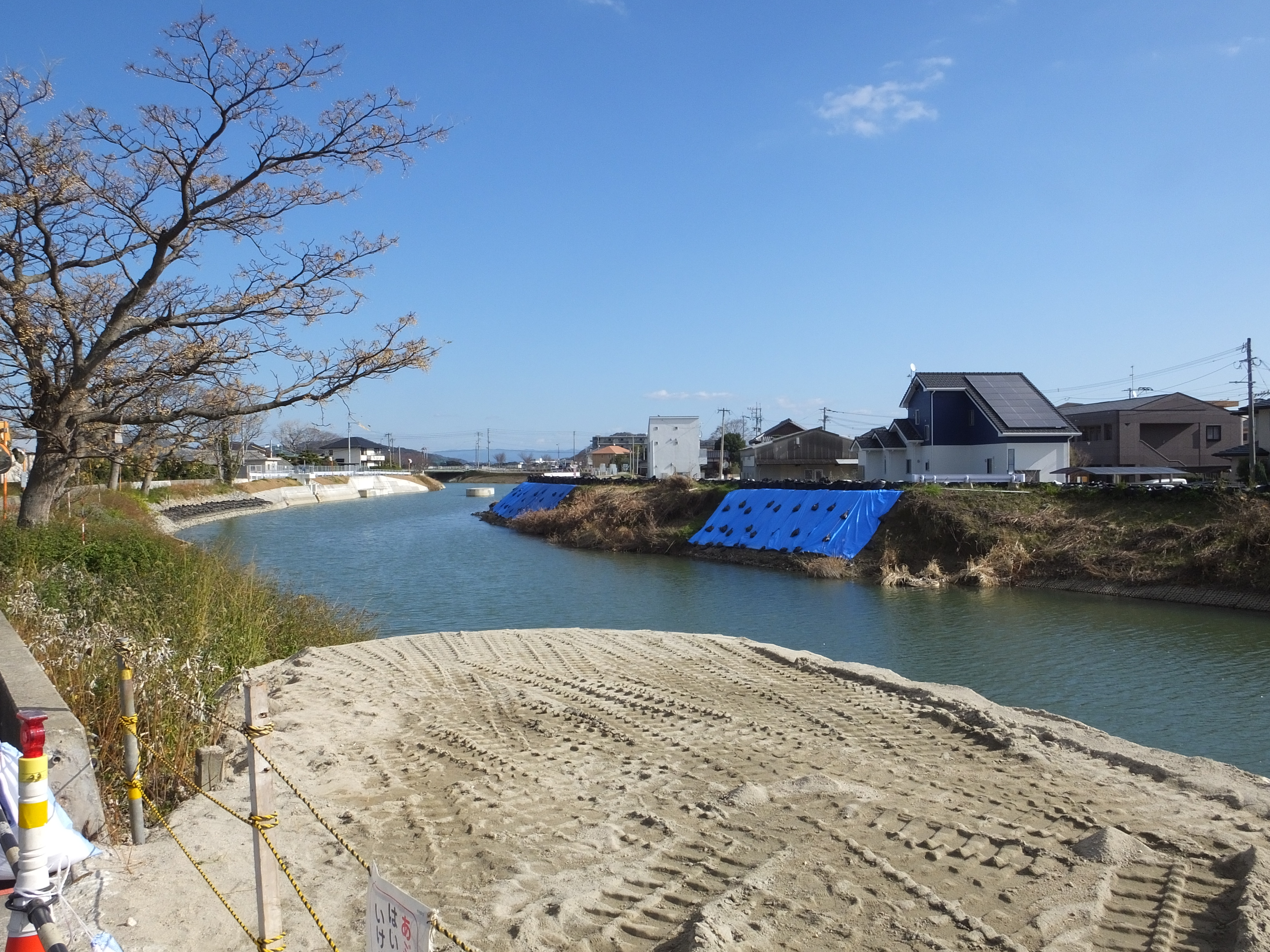
護岸新設工事の進む瑞梅寺川（太郎丸付近）

糸島平野は、瑞梅寺川及び雷山川が運搬した堆積物によって、可也山・石ヶ岳の島嶼部と本土が陸続きになり形成されたものである。ゆえに中下流域は標高差があまりなく、洪水が広がりやすい。かかる水害を低減させること、及び高度経済成長に伴い増大し続ける福岡市内の水需要を満たすことを目的とし、最上流部での瑞梅寺ダムの建設が1971年（昭和46年）に着工し、1977年（昭和52年）に竣工した。
その後、1985年（昭和60年）6月に豪雨及び台風6号が引き起こした水害で、床下・床上浸水32戸の被害が発生した。これを契機として、周船寺川合流地点より上流520m区間（昭代橋下流付近）の河川改修に1989年（平成元年）度より着手。築堤・河床掘削・護岸整備を開始した。間もなく1991年（平成3年）9月には台風17号による出水があり、瑞梅寺川は二か所で破堤を起こし床下・床上浸水407戸の被害が発生。池田地区・高田地区を中心に宅地・耕地約28haが浸水した。同時期には福岡都市圏のベッドタウンとしてJR筑肥線沿線の人口が増加してきているのに加え、九州大学の伊都地区キャンパス移転計画に伴い流域の泉・田尻地区で土地区画整理事業が本格化していることから、河川改修の進展は急務となっていた。事業費予算の上限撤廃及び都市基盤河川改修事業の取り入れのため、1997年（平成9年）から1998年（平成10年）にかけて支流の水崎川及び下の谷川が準用河川から二級河川へ昇格、2001年（平成13年）には周船寺川の中下流部が同じく二級河川へ昇格となった。2003年（平成15年）3月及び2005年（平成17年）11月に河川整備基本方針・河川整備計画を策定し、本流・周船寺川・水崎川・下の谷川の4河川を築堤・河床掘削等の河川工事の対象とした。瑞梅寺川は川原川合流地点より下流4.3km区間が対象となり、澪筋確保や植生回復等を図りつつ、概ね10年に1回発生する規模の降雨による洪水に対応する計画である。工事は下流部にあたる昭代橋付近より若宮橋までの2,330mにつき先行して進められている。また流域の高田地区は糸島市内の浸水対策重点地区の一つとして、河川改修事業に合わせる形で2016年（平成28年）度より2024年度までの予定で雨水幹線の水路改修が進められている。
一方、瑞梅寺ダムの有効貯水量は2,270,000㎥で、福岡市が15,000㎥/日・糸島市（前原市）が7,000㎥/日の水利権を有するが、十分な貯水量を有しているとは言えず、ダム竣工翌年の1978年（昭和53年）5月には記録的な少雨が重なり夜間断水を開始するに至った。この状態が解消したのは翌年3月になってからであり、それまで287日間にわたり給水制限が続けられた（昭和53-54年福岡市渇水）。1994年（平成6年）においても同様に渇水が発生し、前原市において244日・福岡市において295日にわたり給水制限がなされた。周辺河川ダムの整備が途上にあることも一因であるが、瑞梅寺川流域に関しては流域の遊水地が埋め立てられたこと、土砂の堆積が続いていることに加え、従来ずらしていた田植えの時期が上流部と中下流部で重複してしまっていること、及び梅雨の多雨に備えて6月にダムの容量を空にしており、農業・漁業用水としてのダムの弾力的な運用が出来ていないことが挙げられた。対応策として、2003年（平成15年）度から2005年（平成17年）度にかけて堰堤改良事業を行い、ダム湖上流に2基の貯砂ダムを設置し堆砂量の抑制を図った他、関係機関と調整しダムの運用適正化や浚渫等の取り組みが続けられている。

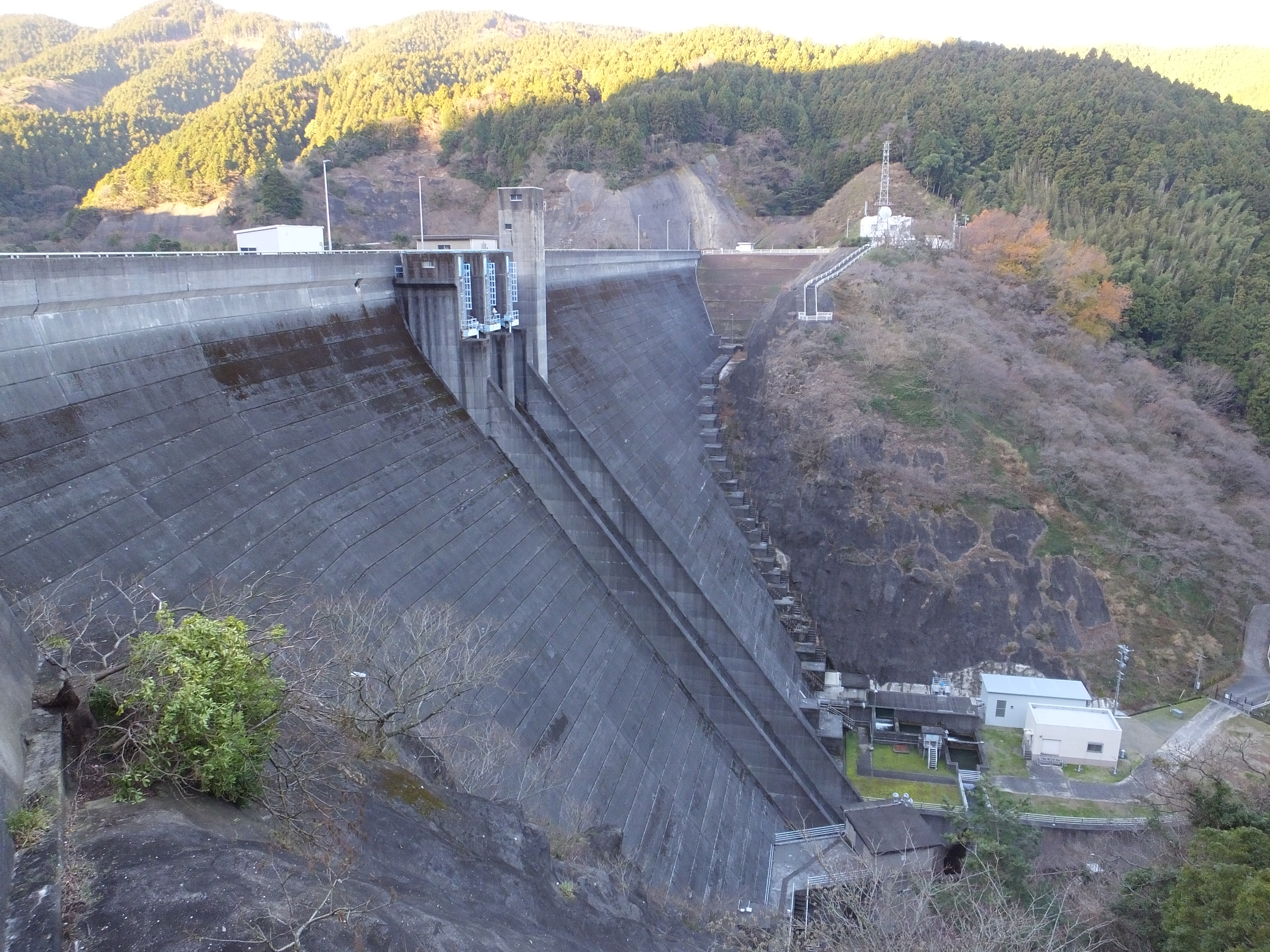
瑞梅寺ダム
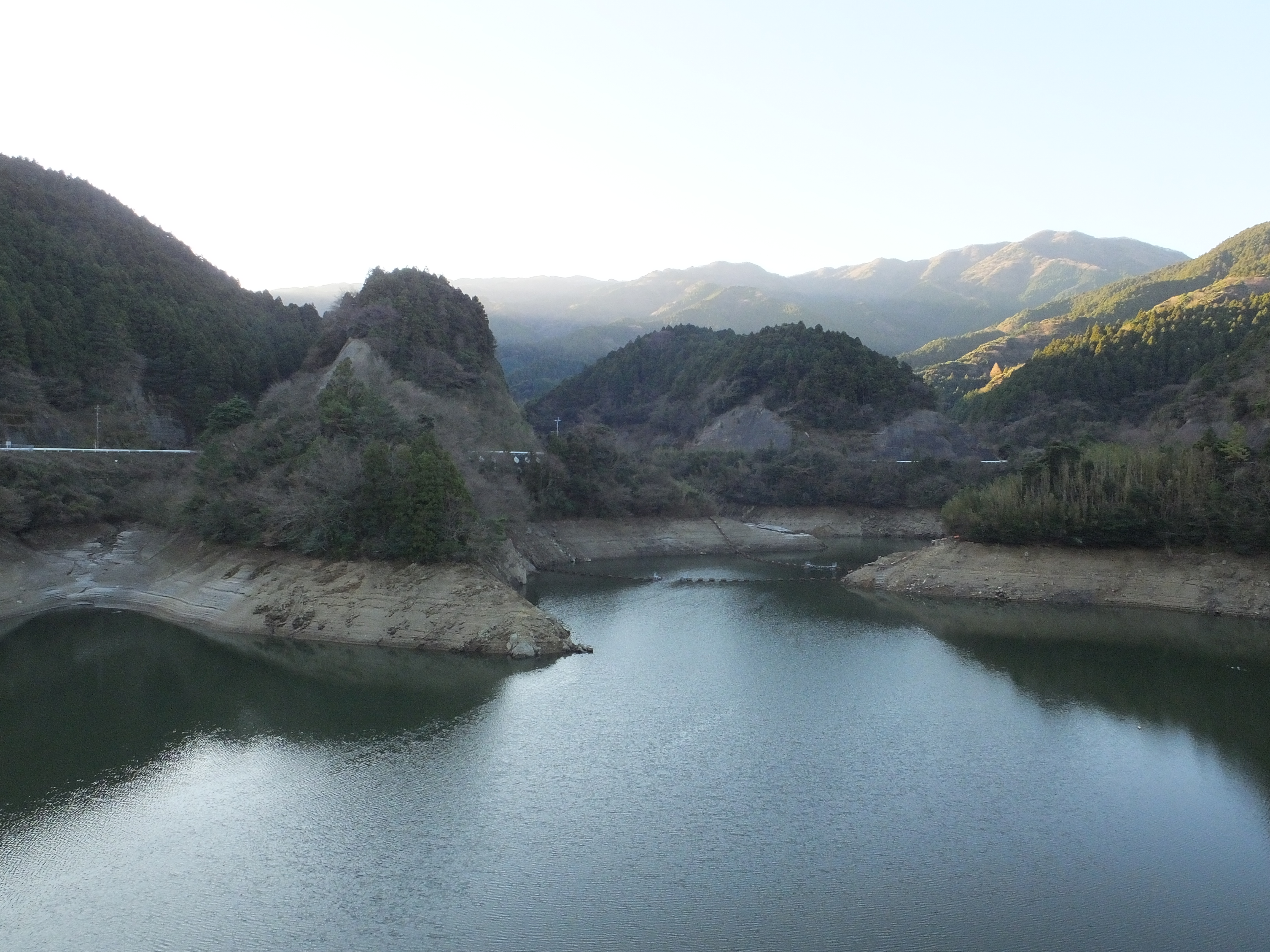
上流のダム湖
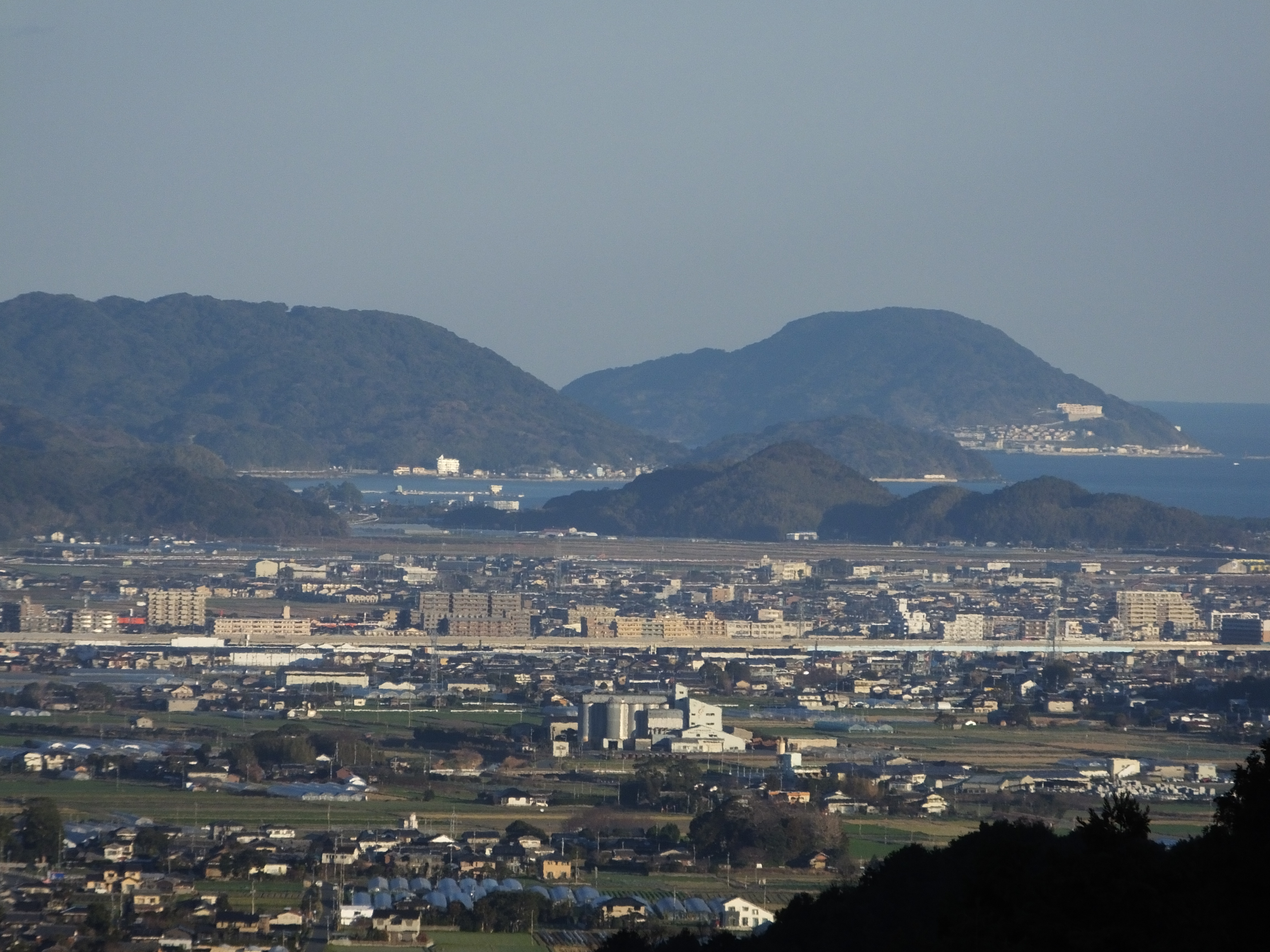
瑞梅寺ダムから眺めた周船寺市街地（瑞梅寺川河口部は映っていない。奥は長浜海岸及び玄海島）

### 瑞梅寺ダムの小水力発電事業
糸島市山北の井原山麓に位置する瑞梅寺浄水場は、1978年（昭和53年）3月の完成以来瑞梅寺ダムから直接取水し、福岡市及び糸島市内へ水道供給を続けているが、2011年（平成23年）4月1日より落差42.75mの取水管を利用した小水力発電を導入し、浄水場の主電源として利用している。本小水力発電所は当初計画を上回る発電状況を記録した。その後、福岡県の調査により県営ダムを利用した水力発電事業につき検討が進められ、瑞梅寺ダムを含む4ダムにて採算性ありと判断されたため、糸島市側へ設置打診を行った。その結果、2013年（平成25年）度より2016年（平成28年）度にかけて総工費2億4,162万円（うち県補助1億円）にて設置工事を行い、固定価格買い取り制度（@34円/kwh）にて発電事業を行うこととなった。年間発電量66.8MWで約190世帯に電力を供給し、年間2,270万円の収益を得る。福岡市の補助を得たことで6年間で投資を回収し、20年のFIT期間中に2.5億円の利益を得る見通し。

### 今津干潟

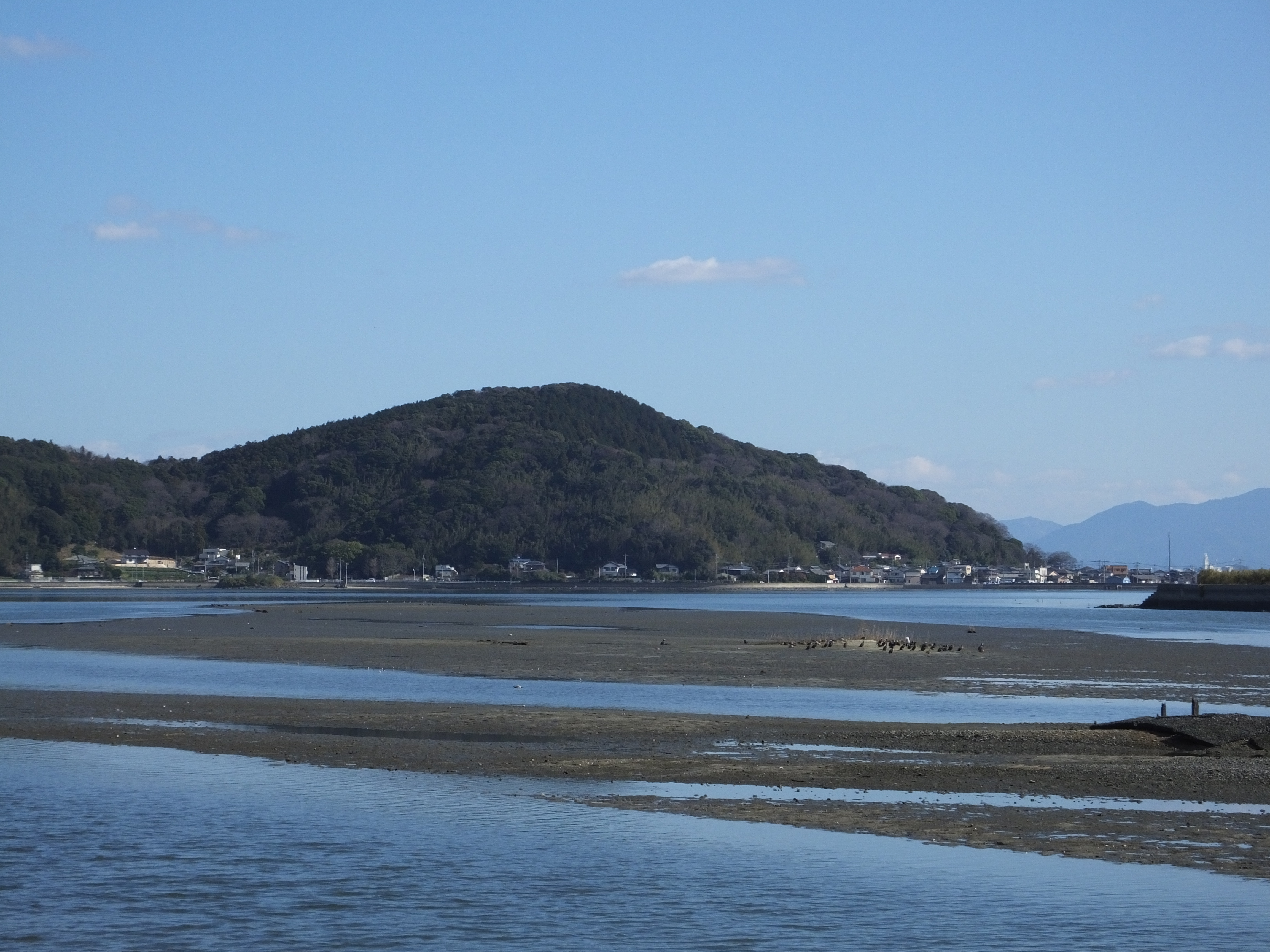
瑞梅寺川河口部の今津干潟

博多湾には和白干潟（80ha）・多々良川河口（32ha）・室見川河口（26ha）・瑞梅寺川河口（80ha）の4か所に干潟があり、瑞梅寺川河口の感潮区間に位置する干潟は今津干潟と呼ばれている。江戸時代までは湾奥部まで砂浜であり、地引網によるイワシ漁が行われていた。また河口は水深3m程度あり藻場もあったという。今津湾では農地造成のための干拓が進み、明治初期には漁場がなくなり、地引網漁は東側の今宿付近がメインとなる。同時期に干潟の堤防が完成したことにより、現在とほぼ同じ海岸線が形成された。その後はエビ、タコ、シャコ等の繁殖適地として手繰網漁が盛んとなり、イワシも揚繰網による捕獲が始まり当地域の主幹産業となった。1910年（明治43年）からはノリ養殖も開始された。
終戦後になると豊富な海洋資源から漁村は活気が戻り、ノリ養殖に加え急増したアカガイ漁業が中心となる。しかしながら、1953年（昭和28年）の水害において瑞梅寺川が氾濫し、堆積物が押し流されたことで水深が浅くなった。加えて博多湾から汚泥が流れ込んだことから、干潟にカキが繁茂し始めた。昭和30年代以降は、流域の屎尿処理場開設や都市化の進展があり、河川水が富栄養化するようになり、カキは干潟全体に点在して見られるようになる。1977年（昭和52年）の瑞梅寺ダム完成を境に河川の流量は急減し、一方で南側を埋め立てて形成された横浜団地からの生活排水が流れ込み始め、今津橋付近を中心に下流右岸でカキ礁が形成された。以後、カキ礁は今津橋を伝って左岸にも形成されてゆき、澪筋の幅が狭くなり閉塞域となった。今津干潟でのノリ養殖は困難となり、1990年（平成2年）に中止された。
カキ礁自体は水質改善に効果があるものの、今津干潟はイボウミニナのような絶滅危惧種の棲息地、カブトガニの産卵場所といった側面もあり、更なる増大は生態系に影響をもたらすため、カキ礁を一定程度取り除く必要性が唱えられた。これを受け、被害が問題となっている四所神社周辺を主な対象として、カキ礁を取り除きカブトガニやコアマモの棲息場を作るなど、干潟の生態系保全活動が進められている。

## 支流
上流より記載、太字は二級河川
- 西の谷川
- 瑞梅寺谷川
- 川原川
  - 河内川
  - 立石川
  - 赤崎川
    - 分田川 準用河川

  - 汐井川
    - 椚川
    - 高祖川
- 古川
- 周船寺川
  - 田尻川 準用河川
- 水崎川
  - 下の谷川

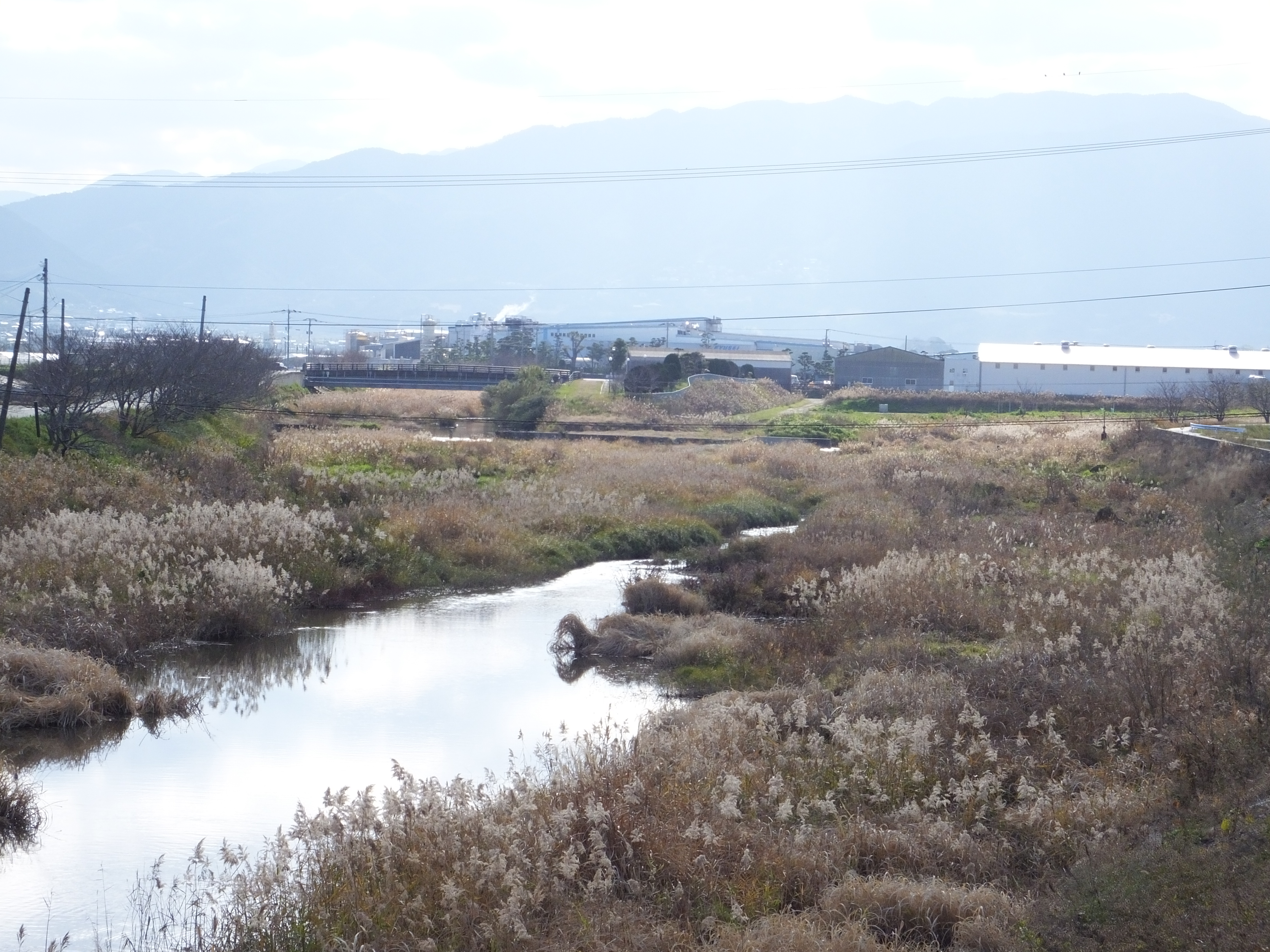
瑞梅寺川に合流する川原川（池田宮園橋より上流方）

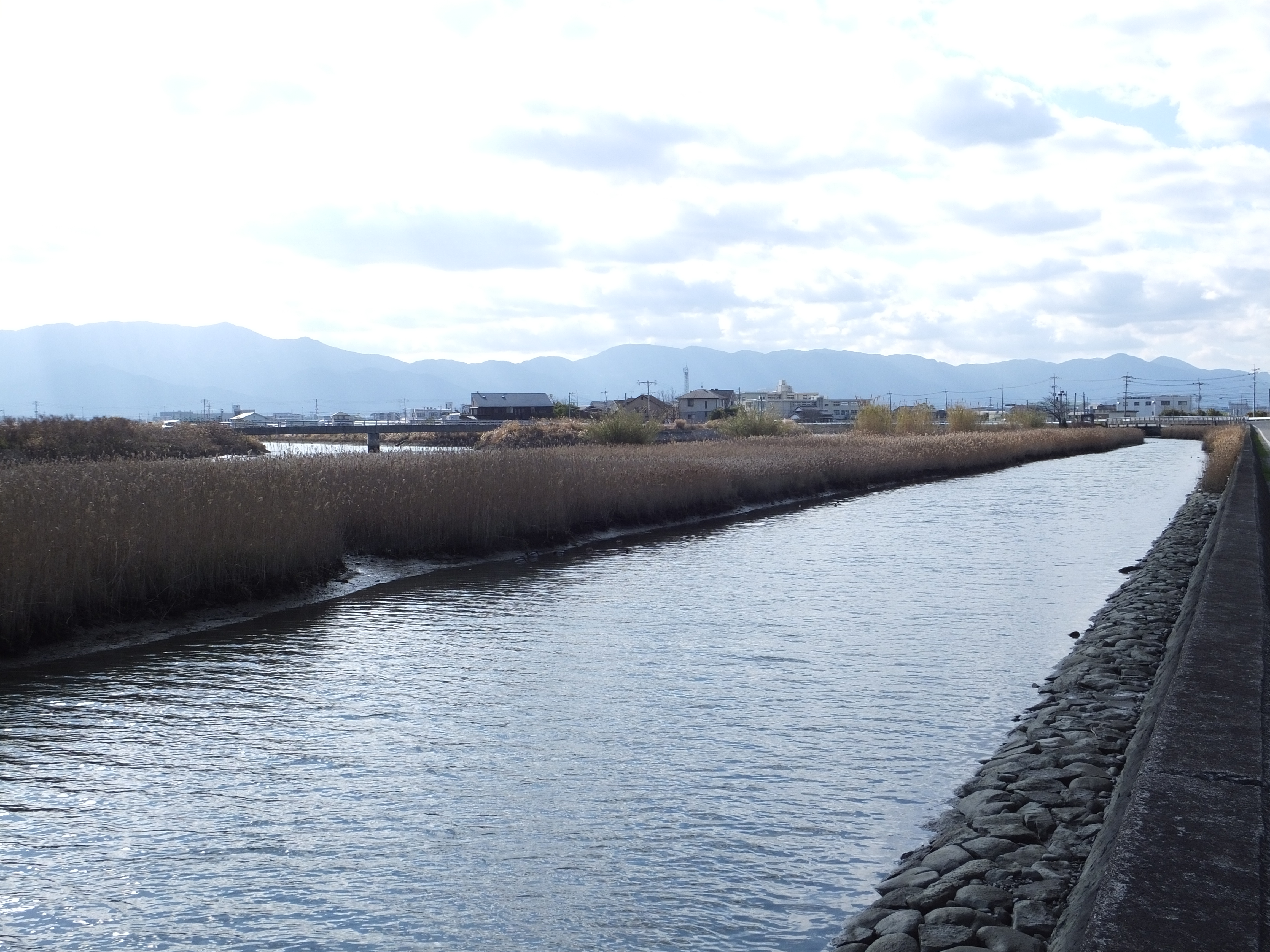
瑞梅寺川に合流する周船寺川

  - 弁天川（水崎川分流、瑞梅寺川へ短絡） 準用河川

## 主な橋
上流より記載
- 奇徳橋

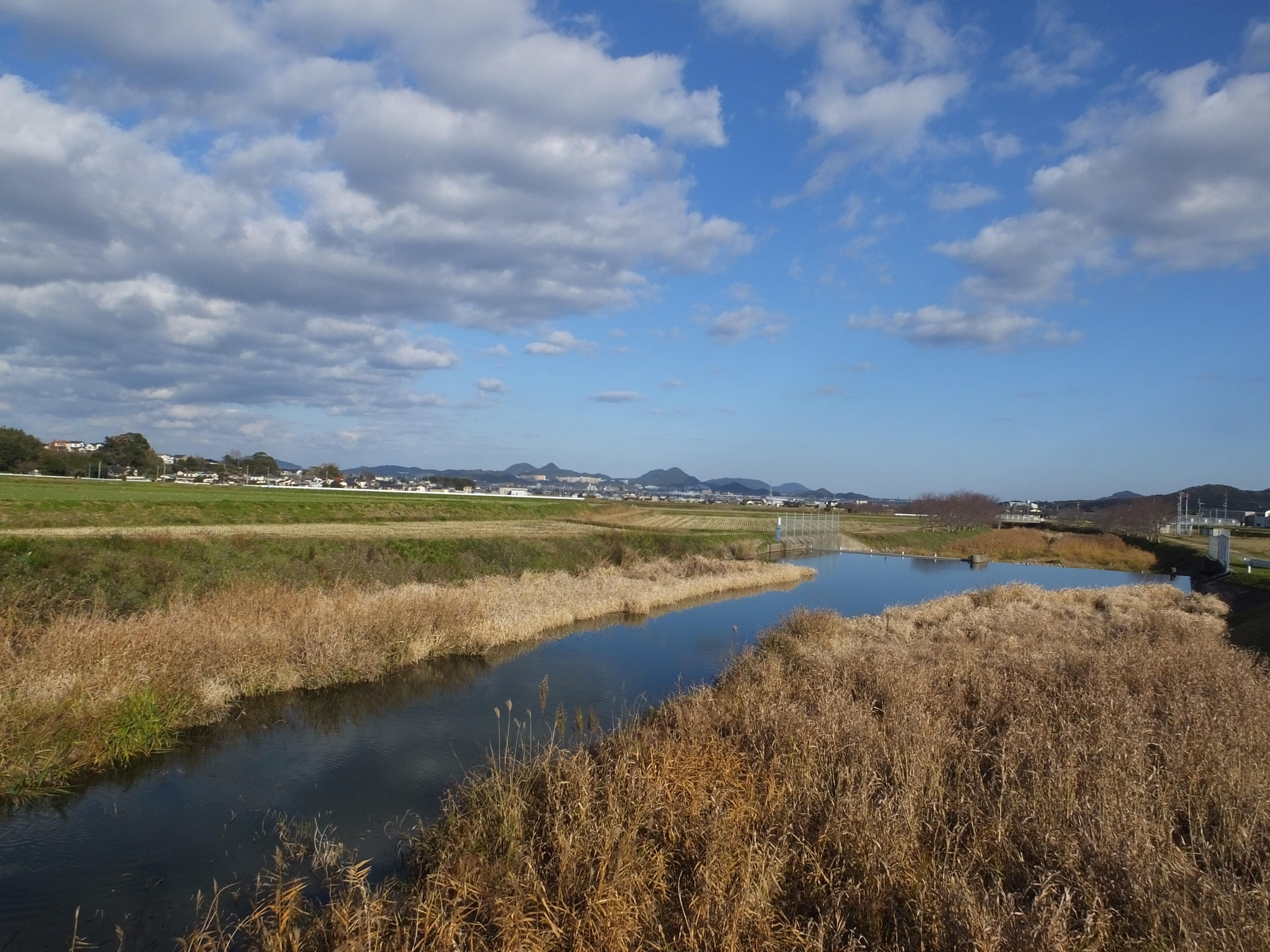
有坂橋より下流方

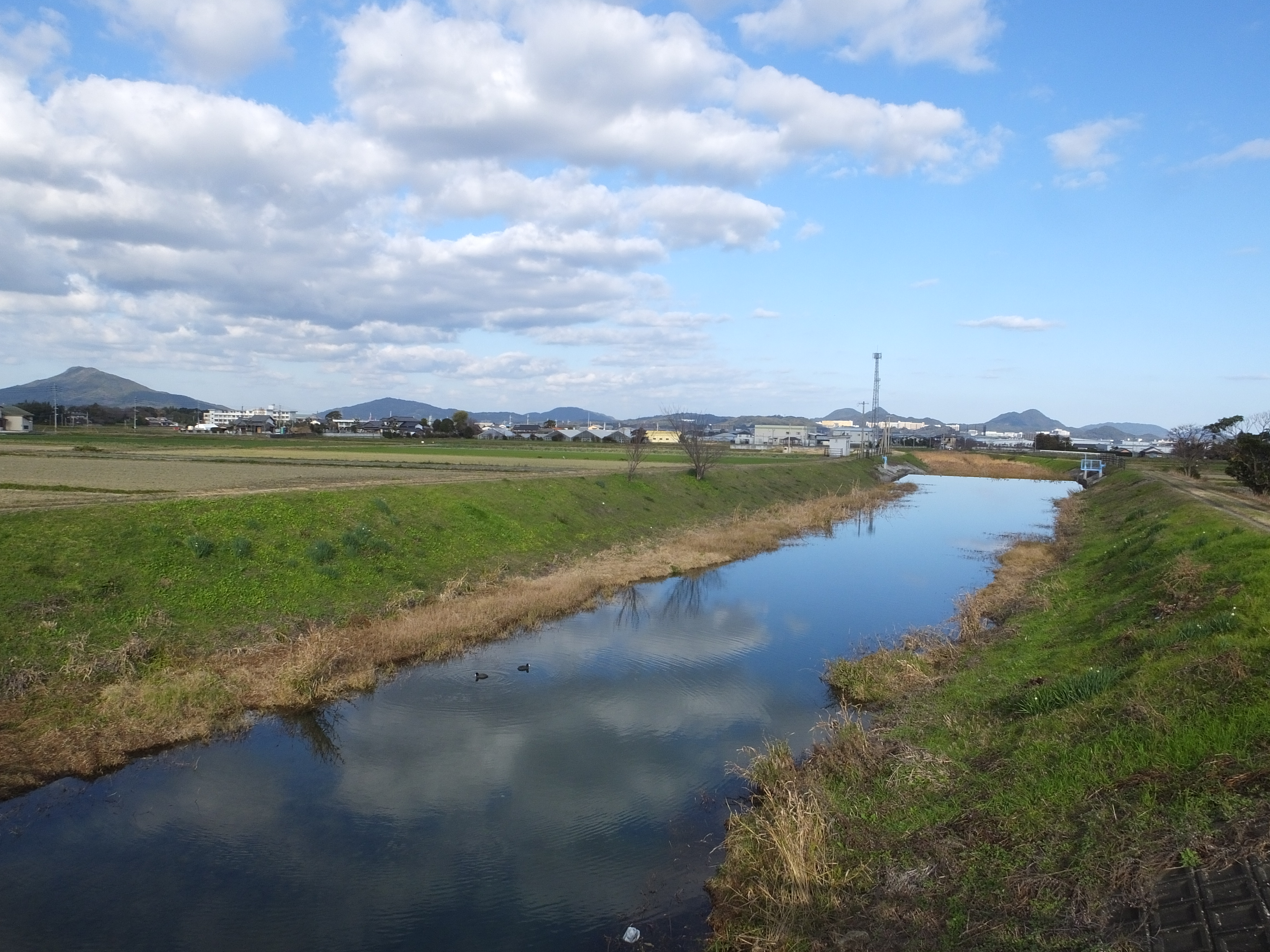
川端橋より下流方

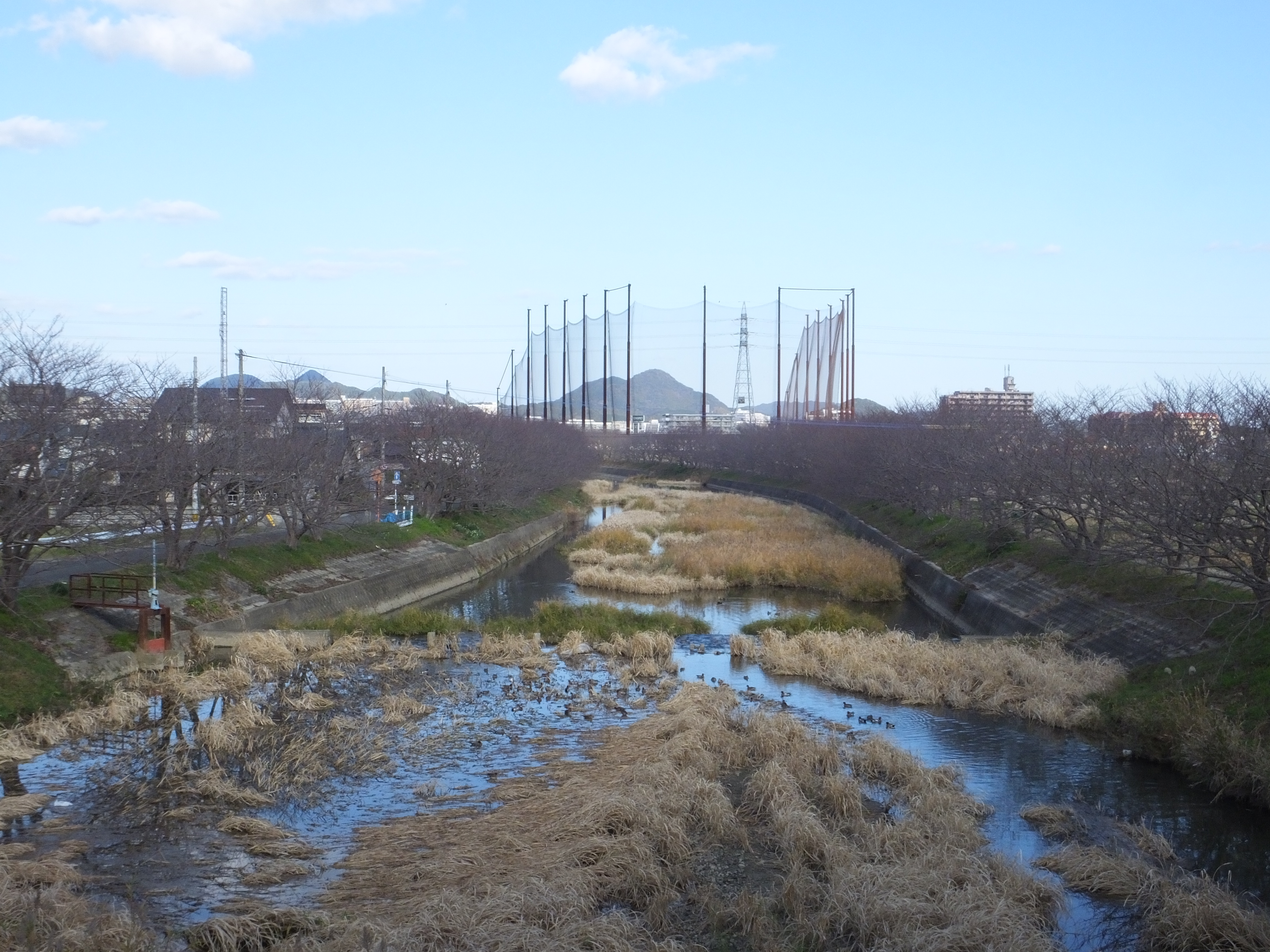
池田宮園橋より下流方

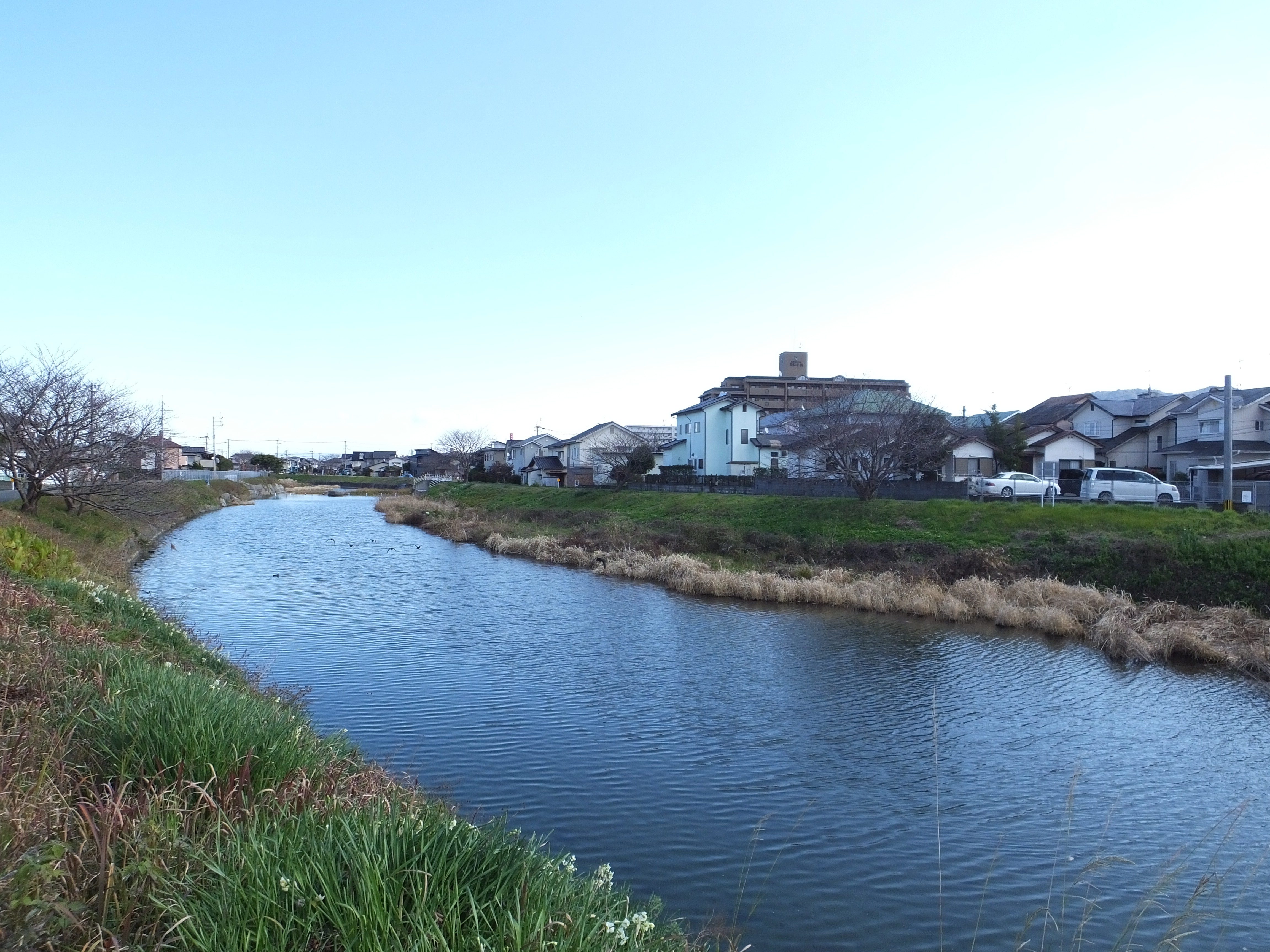
板持・高田付近

- 井原山橋 - 福岡県道563号瑞梅寺池田線
- 瑞梅寺橋 - 福岡県道563号瑞梅寺池田線
- ○○橋
- 高柳橋
- 正恵橋 - 福岡県道563号瑞梅寺池田線
- 立角橋 - 福岡県道49号大野城二丈線
- 立角橋
- 第二立角橋
- 成末橋
- 有坂橋
- 井ノ川橋
- 三雲橋 - 福岡県道563号瑞梅寺池田線
- 川端橋
- 柳橋 - 福岡県道565号大門有田線
- 川面橋
- 池田宮園橋 - 国道202号（今宿バイパス）、福岡前原道路（西九州自動車道）
- JR筑肥線橋梁
- 池田川橋 - 国道202号（唐津街道）
- 久保田橋
- 若宮橋
- 太郎丸新橋
- 御潮井橋
- 昭代橋 - 福岡県道85号福岡志摩線、福岡県道566号大原周船寺停車場線
- （感潮区間）今津橋 - 福岡県道54号福岡志摩前原線

## 参考資料
- 瑞梅寺川水系河川整備基本方針（平成15年3月、福岡県） (PDF)
- 瑞梅寺川水系河川整備計画（平成17年11月、福岡県） (PDF)
- 瑞梅寺ダム（福岡県）
- 周船寺川河川改修事業（福岡市）
- 今津干潟懇話会（福岡市）